# Guatteria sessilis
Guatteria sessilis é uma espécie de planta do gênero Guatteria.

## Taxonomia
A espécie foi descrita em 1900 por Klas Robert Elias Fries.